# Storkällaren

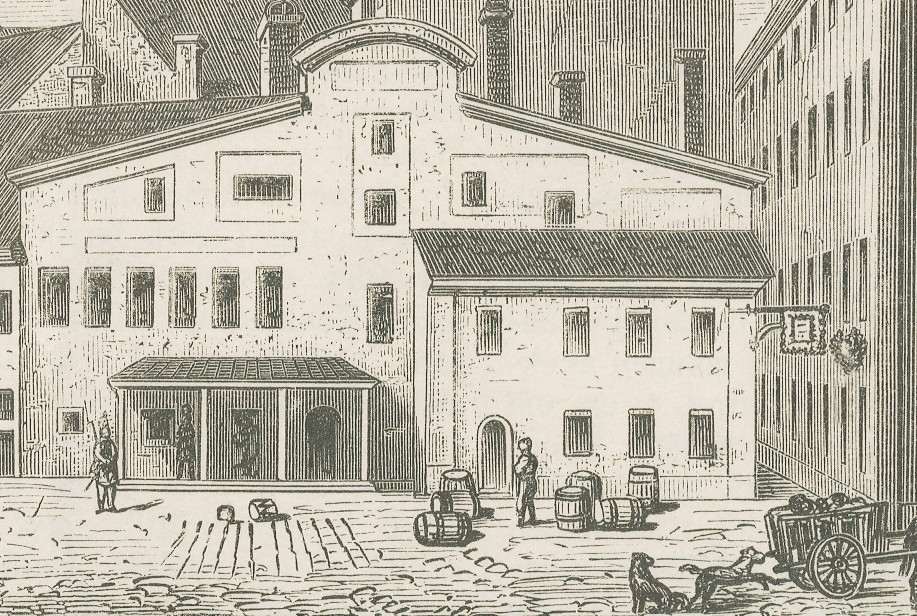
Rådstugans sydöstra hörn med Storkällaren till höger bakom vinfaten, 1768. I hörnet syns källarens skylt med vinlövskransen.

Storkällaren (även Rådhuskällaren eller Stadskällaren) var en vinkällare i Stockholms rådstuga vid Stortorget i Gamla stan. Med sina medeltida anor från åtminstone 1350-talet utgör Storkällaren Stockholms äldsta kända näringsställe. Den kallades på 1700-talet även Fuhrmannska källaren efter vinskänken Peter Hinrich Fuhrmann och flyttades i slutet av 1760-talet till Svartmangatan 20–22 när Rådstugan skulle rivas. Källargränd som ligger på östra sidan om dåvarande Rådstugan påminner fortfarande om den historiska verksamheten.

## Bakgrund
På medeltiden skedde vin- och ölkontrollen i rådhusets källare efter de tyska hansestädernas förebild. Rådhuskällaren, Stockholms officiella stadskällare, låg i Rådstugan vid Stortorget och omnämns första gången 1350 men den fanns troligen tidigare. Allt vin skulle, när det lossats från fartyget, föras till stadens vinkällare som hade sin förebild i de tyska städernas Rathskeller. Själva serveringen låg i regel en eller två våningar upp i ett stadshus. "Källare" syftade på att det fanns en källare där man förvarade vin och öl, men ingen satt där och drack.

## Historik

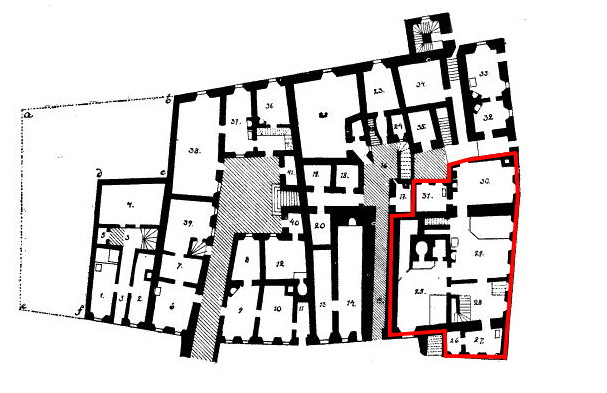
Storkällarens lokaler på bottenvåningen.
Förklaringar:
25: Stadskällarmästarens kök
26: Källarmästarens kammare
27: Källarmästarens rum
28: Källarmästarens förstuga
29: Stora källarstugan
30 och 31: Källarmästarens rum.

Storkällaren upptog Rådstugans sydöstra hörn och markerade sig utåt genom en utbyggnad mot torget där entrén var belägen. Källaren hade sina lokaler på bottenvåningen där sju rum uppläts för verksamheten (rum 25–31 på planritningen) dessutom fanns ytterligare sex rum i våningen ovanför. På Erik Palmstedts illustration från 1768 framgår att i hörnet Stortorget / Källargränd hade Rådhuskällaren sin flaggskylt som på traditionellt sätt visade en vinlövskrans. Rådhuskällaren var jämställd med andra värdshus i staden beträffande priser och öppettider, men den hade vissa förmåner, exempelvis förköpsrätt på importerade drycker.
Under 1600-talet varierade krögarna på Storkällaren och därmed även kvaliteten på rörelsen och utbudet stort. 1620-talets källarmästare hette Valentin Nilsson, en man under vars tid Storkällaren blev känd för oreda, slagsmål och undermåliga varor. Å andra sidan var det sena 1600-talets krögare Johan Schyrman, av holländskt eller tyskt ursprung, en man som förstod att locka till sig såväl adeln som det rika borgerskapet. Bland hans gäster märks grevinnan Beata De la Gardie, rikstygmästaren Per Sparre, arkitekten Jean De la Vallée, fältmarskalken Jacob Johan Hastfer, och det engelska sändebudet Sir Edward Wood. Även vid fältmarskalken Carl Gustav Wrangels begravning 1680 utnyttjades Storkällarens drycker. Under 1670-talet var den mat som serverades på Storkällaren i första hand tilltugg till dryckerna, såsom skorpor, valnötter och oliver, men även kortlekar, pipor och tobak fanns till gästernas behag. Johan Schyrman dör 1680 varefter hans änka fortsätter driva rörelsen, och under hennes tid som krögare ökar antalet matgäster markant, kanske försökte hon ändra på stockholmarnas något torftiga krogvanor.
År 1728 omnämns Adolf Standard som vinskänk på Rådhuskällaren och 1760 tillträdde den från Hamburg härstammande vinskänken Peter Hinrich Fuhrmann. Han var vid denna tid stadens mest aktade vinskänk samt hovkällarmästare och förekommer i Carl Michael Bellmans visor men inte som drinkare utan som furnissör (en gammal benämning på en leverantör). I Fredmans sånger N:o 22 (Om Bacchi bröllop) omnämns han som Bacchus högste Ämbetsman och Marskalk.
Stället besöktes utöver Bellman även av Tobias Sergel och Erik Palmstedt. 
När Rådstugan revs 1768 för att bereda plats åt Börshuset flyttade Fuhrman verksamheten till Svartmangatan 20–22 där han övertog sin hustrus, Margarete Götzes, före detta makes vinhandel. Affärerna gick tydligen bra eftersom Fuhrmann vid sin död 1773 hade samlat ihop en större förmögenhet, bland annat fastigheten vid Svartmangatan där ett portöverstycke i smide med de hopflätade initialerna P H F M G (Peter Heinrich Fuhrmann Margarete Götze) finns kvar. Byggnaden testamenterade han till Tyska S:ta Gertruds församling.